# Keuphylia nodosa
Keuphylia nodosa är en kräftdjursart som beskrevs av Bruce1980. Keuphylia nodosa ingår i släktet Keuphylia och familjen Keuphyliidae. Inga underarter finns listade i Catalogue of Life.